# Bernd Liepold-Mosser

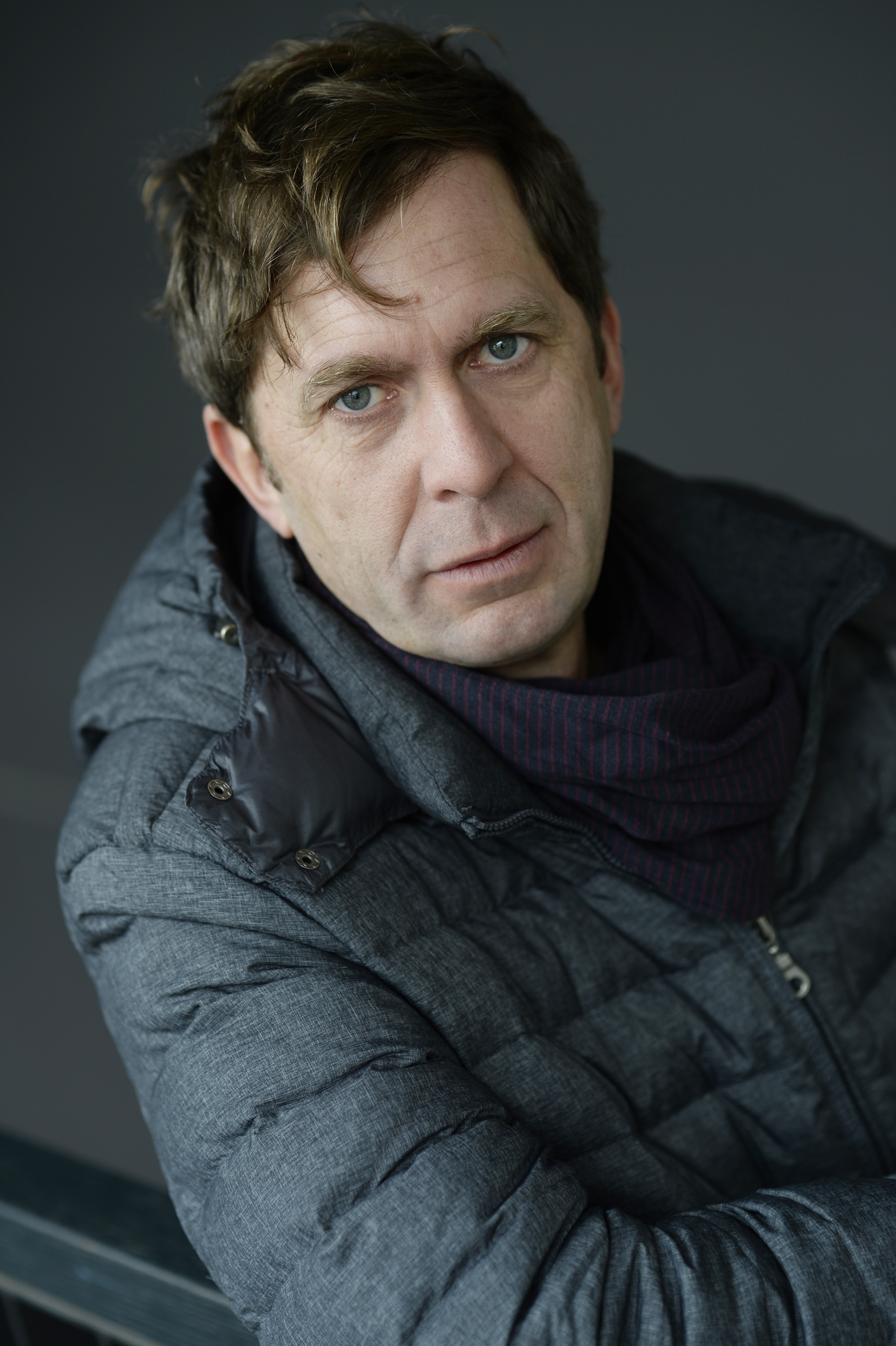
Liepold-Mosser, 2014

Bernd Liepold-Mosser (* 1968 in Griffen) ist ein österreichischer Theater-, Opern- und Filmregisseur, Autor, Ausstellungsmacher und Intendant.

## Werdegang
Bernd Liepold-Mosser absolvierte das Gymnasium in Völkermarkt (Maturajahrgang 1986, Klasse 8C), studierte danach Philosophie, Soziologie, Germanistik und Politologie in Wien und Klagenfurt und schloss sein Studium mit dem Magister und dem Doktor der Philosophie (Mag. et Dr. phil.) ab. Von 1996 bis 2001 leitete er das Peter-Handke-Archiv in Griffen. Seit 2001 ist er freiberuflich tätig und hat zahlreiche Inszenierungen, Stücke sowie Filmprojekte und Ausstellungen realisiert.
Er war Vorsitzender des Literaturbeirats des Landes Kärnten, Beirat im BKA für Darstellende Kunst und ist Mitglied der Akademie des Nestroy-Theaterpreises und der Akademie des Österreichischen Films. Liepold-Mosser ist ein politischer Theatermacher mit Affinität zur Popkultur.
Uraufführungen und Inszenierungen u. a. am Oldenburgischen Staatstheater, Stadttheater Klagenfurt, an der neuen bühne Villach, am Schauspielhaus Wien, Schauspielhaus Salzburg, Landestheater Niederösterreich, Theater Regensburg, Landestheater Vorarlberg, Theater an der Rott, Theater Trier, TAG-Theater, Werk X, Salzburger Landestheater und als Autor am Stadttheater Heidelberg, Düsseldorfer Schauspielhaus.
Er schrieb Drehbücher für die ORF-Reihe 8x45 und den ORF-Tatort, Konzept und Regie für den Kino-Dokumentarfilm „Griffen“ und wurde u. a. mit dem Nestroy-Preis 2011 für Amerika und dem Publikumspreis der „diagonale“ 2012 für den Film Griffen ausgezeichnet.
Von 2008 bis 2011 leitete Liepold-Mosser das bilaterale EU-Theaterprojekt „ohne grenzen – brez meja“. (Ö-SLO). Seit 2016 ist er Intendant des Produktionshauses „Flying Opera“, das sich auf Musiktheater spezialisiert hat.
Er ist Lehrbeauftragter am Institut für Philosophie an der Alpen-Adria-Universität Klagenfurt und leitete dort das Art-Based-Research-Projekt Performing Reality – Kärnten/Koroska 1920–2020".
Liepold-Mosser ist Gründungs-Intendant des Klagenfurt Festivals, das seit 2021 jährlich stattfindet.
Liepold-Mosser lebt mit seiner Frau Ute Liepold und den gemeinsamen drei Kindern in Klagenfurt und Wien.

## Auszeichnungen (Auswahl)
- 2001 Österreichisches DramatikerInnenstipendium
- 2007 Förderungspreis des Landes Kärnten
- 2008 Wiener DramatikerInnenstipendium
- 2009 Rom-Stipendium
- 2011 Nestroy-Preis „Beste Bundesländeraufführung“ für „Amerika“
- 2012 Publikumspreis der „diagonale“ für den Film „Griffen“
- 2015 Werkstipendium der literarmechana
- 2016 Nominierung für den Nestroy-Preis für „Lavant“

## Theaterstücke (Auswahl)
- „Kärnten treu. Eine Textmaschine.“ – Ulrichsberg/Stadttheater Klagenfurt, R: Alexander Kubelka, 1999
- „Flutlicht Fun Figur. Eine Textmaschine.“ – Schauspielhaus Wien, R: M. Zelenka, 2000
- „Bartleby“, nach Melville – Düsseldorfer Schauspielhaus, R: Alexander Kubelka, 2001
- „Romy“ (mit Ute Liepold) – Oldenburgisches Staatstheater, R: D. Ris, 2003
- „Das Dorf an der Grenze“ – Klagenfurter Stadttheater, R: Alexander Kubelka, 2003
- „Gatsby“, nach Fitzgerald – Stadttheater Heidelberg, R: Alexander Kubelka, 2003
- „SING MIT“ – klagenfurter ensemble. R: B. Liepold-Mosser, 2006
- “Romeo und Julia” – SPZ, St. Johann / artecielo, R: B. Liepold-Mosser 2007
- „Partizan“ – artecielo/SPZ, R: B. Liepold-Mosser, 2008
- „Patriot“ – Theater Halle 11/SPZ, R: B. Liepold-Mosser, 2009
- „Prezihs Traum. Revue vom miserablen Leben“. Gledalisce Ravne / SPZ. R: B. Liepold-Mosser
- „Amerika“ nach Kafka – Stadttheater Klagenfurt. R: B. Liepold-Mosser, 2011
- „ecce homo“ – Landesausstellung 2011/Fresach, R: B. Liepold-Mosser, 2011
- „Alcin@“, Pop-Oper – Landestheater Vorarlberg, R: B. Liepold-Mosser 2013
- „Lampedusa“. Textmaschine. Stadttheater Klagenfurt, R: B. Liepold-Mosser 2014
- „Traummaschine“ – UA Landestheater Niederösterreich, Regie: B. Liepold-Mosser 2014.
- „1984-durchgestrichen“ – UA Landestheater Vorarlberg, Regie: B. Liepold-Mosser 2014.
- „Lavant!“ (mit Ute Liepold) – UA Stadttheater Klagenfurt, Regie: B. Liepold-Mosser 2015.
- Die Ratten. Frei nach Hauptmann – UA TAG-Theater Wien. Regie: B. Liepold-Mosser 2019.[10]
- Arbeitersaga Teil IV. Nach Peter Turrini und Rudi Palla. Werk X Wien. Regie: B. Liepold-Mosser 2020.[11]
- Handke unser. neue bühne Villach. Regie: B. Liepold-Mosser 2020.
- Servus Srečno Kärntenpark. Stadttheater Klagenfurt. Regie: B. Liepold-Mosser 2020.[12]
- KONSUM – Ein Musical. Mit Clara Luzia und Band. Werk X und Flying Opera.[13]

## Inszenierungen (Auswahl)
- Josef Winkler: „Blutorange mit Heiligenschein“.(gem. mit Ute Liepold). Handke-Archiv Stift Griffen, 2001
- Robert Woelfl: „Kommunikation der Schweine“ (gem. mit Ute Liepold). ÖEA klagenfurter ensemble., 2003
- Bernd Liepold-Mosser: „Sing Mit“, klagenfurter ensemble, 2006
- Bernd Liepold-Mosser: „Partizan“, Slowenischer Kulturverband, 2008
- Bernd Liepold-Mosser: „Prezihs Traum. Revue vom miserablen Leben“. Gledalisce Ravne / SPZ. R: B. Liepold-Mosser, 2009
- Bernd Liepold-Mosser: „Amerika“ nach Franz Kafka. Stadttheater Klagenfurt, 2011
- Bernd Liepold-Mosser/naked lunch: „Ecce homo. Kirchenoper“. Landesausstellung „Reformation/Gegenreformation“, 2011
- Peter Handke: „Immer noch Sturm“. neue bühne villach, 2012
- Bernd Liepold-Mosser: „Alcin@“. Landestheater Vorarlberg 2014
- Friedrich Schiller: „Don Carlos“. nbv, 2014
- Bernd Liepold-Mosser: „Lampedusa“, Stadttheater Klagenfurt 2014
- Bernd Liepold-Mosser: „Traummaschine“. Landestheater Niederösterreich 2015
- Bernd Liepold-Mosser: „1984durchgestrichen“, Landestheater Vorarlberg 2015
- Johann W. v. Goethe: „Faust 1+2“, Theater Regensburg 2015
- Ute Liepold/Bernd Liepold-Mosser: „Lavant“, Stadttheater Klagenfurt 2015
- Enrique Granados: „Goyescas“, Giacomo Puccini: “Gianni Schicchi”, Oper Regensburg 2016
- Kristof Kieslowski: „Dekalog“. Landestheater Vorarlberg 2016
- Ken Kesey: „Einer flog übers Kuckucksnest“, theater // rott 2016
- Werner Fritsch: „Shakespeares Schädel in Fausts Faust“, Theater Regensburg 2016
- Federico Fellini: „Schiff der Träume“, Landestheater Vorarlberg 201
- Tom Waits/William S. Burroughs: “The Black Rider”, Villach Open Air / Theater an der Rott 2017/2018
- Bertolt Brecht: “Mutter Courage”, Stadttheater Klagenfurt 2018
- Bernd Liepold-Mosser: Die Ratten. Frei nach Hauptmann. TAG-Theater, Wien 2019
- Tiger Lillies: Shockheaded Peter. Villach Open Air / Theater an der Rott 2019
- Bernd Liepold-Mosser: Arbeitersaga Teil IV. Werk X Theater Wien 2020
- Bernd Liepold-Mosser: Handke unser. neue bühne villach 2020
- Servus Srečno Kärntenpark. Stadttheater Klagenfurt. Regie: B. Liepold-Mosser 2020.[12]
- Der Talisman, Salzburger Landestheater 2023[14]
- Der Sandmann. Musiktheater von Bernd Liepold-Mosser und Oliver Welter, Villach 2023.[15]

## Publikationen (Auswahl)
- „Performanz und Unterbrechung. Prolegomena zu einer Philosophie des Politischen“. Turia+Kant 1995
- „Gesetz-Übergang-Stil. Von Kant zur Philosophie des französischen Poststrukturalismus“. Turia-Kant 1996
- „was ich schreibe ist ja nur meine geformte Existenz“. Peter Handke: Leben und Werk. Handke-Archiv 1997
- „Ein Wortland. Reise nach Kärnten, Slowenien, Friaul und Dalmatien nach Texten von Peter Handke“. Wieser Verlag 1998
- „Handke und die Bildende Kunst“. Handke-Archiv 1999
- „Phrasendresche“. Prosa. edition selene 1999
- „Das schwarze Unterkleid“. Erzählungen. Bibliothek der Provinz 2001
- „Partizan“. Theaterstück (Buch/DVD). Wieser Verlag 2009
- Das andere Land. Ausstellungskatalog. Mit Christine Wetzlinger-Grundnig. Heyn Verlag 2019
- Dispositiv Kärnten / Koroška oder das andere Land. (gem. mit Ute Holfelder, Ute Liepold, Roland W. Peball, Klaus Schönberger). Heyn Verlag 2020[16]

## Filme (Auswahl)
- 2005: Bis in den Tod gem. mit Ute Liepold, Graf Film (ORF-Reihe 8x45)
- 2011: Borderliner, Buch und Regie, Slow. Kulturverband
- 2012: Griffen. Auf den Spuren von Peter Handke, KGP-Filmproduktion, 2012
(diagonale „Publikumspreis“, Hofer Filmtage, Max-Ophüls-Preis Nominierung)
- 2013: Tatort: Unvergessen. Tatort (Buchvorlage), Graf Film, 2013

## Ausstellungen
- „Peter Handke. Leben und Werk“. Handke-Archiv Stift Griffen 1997, Wanderausstellung
- „Ein Wortland. Eine Reise durch Kärnten, Slowenien, Friaul und Dalmatien“.
Texte von Peter Handke/Fotos von Lisl Ponger. Handke-Archiv Stift Griffen 1998, Wanderausstellung
- „Handke und die Bildende Kunst“. Kulturverein Kärnten 1998
- „Das andere Land.“ Museum Moderner Kunst Kärnten (MMKK) 2018
- Kärnten/Koroška von A-Z. Stadtgalerie Klagenfurt 2020[17]